# Лифарь, Серж
Серж Лифа́рь (фр. Serge Lifar), при рождении — Серге́й Миха́йлович Лифа́рь (укр. Сергій Михайлович Лифар, официально 20 марта  [2] апреля 1904 (по другим данным — 1905), Киев, Российская империя — 15 декабря 1986, Лозанна, Швейцария) — французский артист балета, балетмейстер, теоретик танца, коллекционер и библиофил. Эмигрировав из СССР в 1923 году, до 1929 года танцевал в «Русских сезонах» Дягилева, после его смерти — премьер Парижской оперы; в 1930—1945 и 1947—1958 годах руководил балетной труппой театра. Крупный деятель хореографии Франции, Лифарь также читал лекции по истории и теории балета, был основателем Парижского университета хореографии и Университета танца.

## Биография

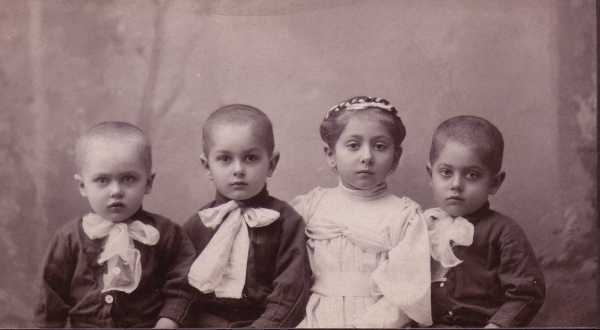
Леонид, Василий, Евгения и Сергей Лифарь

Сергей Лифарь родился вероятнее всего в предместье Киева, Пирогове или же Вите Литовской в скромной семье чиновника Департамента водного и лесного хозяйства, помощника лесничего Трипольско-Витянского лесничества Михаила Яковлевича Лифаря и его жены Софьи Васильевны Марченко. В метрической книге села Пирогова, где находилась единственная в окрестностях церковь, есть запись о его рождении 20 марта и крещении 10 апреля 1905 года.
Семья состояла из родителей, двух братьев и сестры: Василий (1904—1982), Леонид (1906—1982), Евгения (1903—1968). Семья Лифарей имела казацкие корни.
Определяющей в судьбе танцовщика стала встреча с Брониславой Нижинской — в 17-летнем возрасте Сергей начал заниматься в её киевской «Школе движения».
В 1922 году Нижинская, сотрудничавшая с «Русским балетом» Сергея Дягилева, окончательно перебралась в Париж. Год спустя вслед за ней в Париж приехала группа её учеников, также эмигрировавших из Советской России, среди которых был и Лифарь. В Европе он начал заниматься с Николаем Легатом и Энрико Чекетти — отправленный в Италию Дягилевым на каникулы, Лифарь занимался там у Чекетти, о чём знали лишь Дягилев и Нижинская, не особо верившая в своего ученика.
Став премьером «Русского балета», Лифарь был первым исполнителем главных партий в балете Мясина «Стальной скок», балетах Баланчина «Кошка», «Аполлон» и «Блудный сын». Был последним из фаворитов Дягилева, который сказал о нём: «Лифарь ждёт собственного подходящего часа, чтобы стать новой легендой, самой прекрасной из легенд балета». С 8 августа и вплоть до 19 августа 1929 года, когда Дягилев умер, находился при нём в Венеции, в отеле «Де-Бан-де-Мер», ухаживая за ним.
После кончины Дягилева и развала его антрепризы был принят в балетную труппу парижской Оперы; в 1930—1945 и 1947—1958 годах — балетмейстер и её руководитель.
В 1935 году поставил балет Артюра Онеггера «Икар», образ героя которого стал олицетворением самого Лифаря. Балетный критик Александр Плещеев так отзывался об артисте в этом балете: «И вот взмах крыльев, и на сцену влетела невиданная чудо-птица… Птица — Лифарь. Это не танец, не пластика — это волшебство. Мне упрекнут, что это не критика. Критика заканчивается там, где начинается очарование… „Икар“ — это эпоха, это синтез всего его творчества, это как будто предельная черта.».
В 1939 году Лифарь был приглашён в турне Оригинального русского балета — труппа отбыла в Австралию 20 ноября, вскоре после начала войны. Здесь он восстановил свой балет «Икар», привлёкший внимание необычностью идею (он исполнялся без музыки, под ритм, отбивавшийся танцорами), а также переставил балет Мясина «Прекрасный Дунай», на который труппа с уходом автора более не имела прав. Как танцовщик Лифарь, будучи не в форме, поначалу успеха не имел, однако он начал активно заниматься и вскоре смог завоевать внимание публики. Не имея долгосрочного контракта, через месяц он, к сожалению режиссёра труппы Григорьева, решил вернуться в Париж.
Во время оккупации Парижа он продолжает работать и создаёт такие балеты, как «Ромео и Джульетта» (1942) и бессюжетную «Сюиту в белом» (1943), один из лучших своих спектаклей. Также писал статьи для газеты «Парижский вестник».
Ездил в Берлин по специальному приглашению Геббельса обсуждать от имени «французского искусства» вопросы организации зрелищ в новой Европе. Лифарь, при осмотре Гитлером здания парижской Оперы, встретил Гитлера и его свиту внизу, у парадной лестницы, и водил гостей по всему зданию.
За деятельность Лифаря при немецкой власти французское Движение Сопротивления в Лондонe обвинило его в коллаборационизме и приговорило к смертной казни. После освобождения Парижа Лифарь, как и другие высокопоставленные коллаборационисты, был вынужден покинуть Францию. В 1944—1947 годах он возглавлял труппу «Новый балет Монте-Карло», где ставил балеты для Иветт Шовире. После окончания войны Национальный французский комитет по вопросам «чистки» отменил обвинение, и балетмейстер смог вернуться в Париж. С 1947 года он вновь работал в Опере. В 1958 году был уволен из театра.
В 1961 году Лифарь побывал в СССР и смог посетить Киев. Родной город до конца жизни оставался дорог ему: «Даже прекрасный блестящий Париж не смог заставить меня, киевлянина, забыть мой широкий, величавый Днепр», — говорил он.
В 1967 был председателем инициативной группы по подготовке «Золотой книги эмиграции», однако из-за острых разногласий с американской частью группы во главе с Александрой Толстой и князем Белосельским-Белозерским издание не состоялось.
Умер Лифарь 15 декабря 1986 года в Лозанне после тяжёлой болезни (онкология). Отпевание состоялось в парижском соборе Святого Александра Невского, после чего Лифарь был похоронен на православном кладбище в Сент-Женевьев-де-Буа в пригороде Парижа.

### Семья
Отец — Михаил Яковлевич Лифарь (ум. в 1944), чиновник Департамента водного и лесного хозяйства, помощник лесничего Трипольско-Витянского лесничества. В конце жизни работал в Киевском ботаническом саду имени академика Фомина.
Мать — Софья Васильевна Лифарь (в девичестве Марченко), дочь крупного землевладельца, умерла от сыпного тифа в 1933 году.
Сестра — Евгения Михайловна Лифарь (1903—1968), после революции эмигрировала и приехала в Париж, работала в ресторане.
Брат — Василий Михайлович Лифарь (1904—1982), художник. В 1924 году эмигрировал и приехал в Париж, работал грузчиком и помощником повара в ресторане. В 1945 выставлялся в салоне Сверхнезависимых, в 1945 и 1946 участвовал в выставках русских художников, устроенных Союзом советских патриотов. В 1962 персональная выставка состоялась в театре «Vieux Colombier». Похоронен на православном кладбище в Сент-Женевьев-де-Буа.
Брат — Леонид Михайлович Лифарь (1906—1982), военный лётчик, в 1932 году бежал на Запад, перейдя границу с Ираном. Общественный деятель русской эмиграции.
Мачеха (с 1934 года) — Мария Михайловна Лифарь (в девичестве Дьяченко)
В 1920-е годы состоял в романтических отношениях с Сергеем Дягилевым, в 1932 году — с Натальей Павловной Палей, супругой модельера Люсьена Лелонга.
Жена (с 1956 по 1986) — Лиллан Алефельд-Лаурвиг (Инга Лиза Нюмберг) (1914—2008), графиня, похоронена рядом с мужем на кладбище Сент-Женевьев-де-Буа под Парижем.
Детей нет.

### Увлечения

#### Живопись
Лифарь дружил со многими художниками, среди которых были Пабло Пикассо, Жан Кокто, Кассандр, Марк Шагал, оформившие многие его спектакли. В своё время сотрудничество Лифарю предлагал Сальвадор Дали, однако его сюрреалистический проект декораций и костюмов к «Икару» с костылями вместо крыльев был отклонён.
В 65 лет у Лифаря проявился талант художника. Он оставил после себя более сотни оригинальных картин и рисунков, основной сюжет которых — балет, танец, и движение в целом. Лифарь рисовал и раньше: на программках, афишах, записках, однако уход из театра подтолкнул его более серьёзно взяться за кисть. В 1972—1975 годах прошли выставки его работ в Каннах, Париже, Монте-Карло, Венеции. Сам Лифарь достаточно сдержанно относился к своему увлечению: «Эти графические, почти пластические работы я посвятил своему другу Пабло Пикассо. Он был настолько любезным, что удивился, залюбовался и горячо посоветовал мне продолжать. Только я не художник, а хореограф, рисующий», — писал он в своей последней автобиографии «Мемуары Икара».

#### Книжное собрание
Второй его страстью были книги. Началось все с личного архива Сергея Дягилева, который состоял из коллекции театральной живописи и декораций и библиотеки (около 1000 наименований). Лифарь выкупил её у французского правительства за деньги, полученные за год работы в Гранд-Опера (как сам он позже вспоминал: «Деньги на покупку дягилевского архива я заработал ногами»).
Серж Лифарь собрал одну из самых интересных в Европе российских библиотек, состоявшую из старопечатных книг XVI—XIX веков. Особое место в его библиотеке занимала «Пушкиниана», самым дорогим сокровищем которой были 10 оригиналов писем поэта к Гончаровой, редкие издания, другие пушкинские раритеты.
В последние годы жизни Лифарь был вынужден продать часть своей коллекции. О причинах такого решения он писал в письме к наследникам в 1975 году:

«Сегодня я имею лишь скромную пенсию от Парижской оперы, поэтому не в состоянии сохранить коллекцию. Меценаты обошли меня вниманием, я вынужден попрощаться с этой сокровищницей русской культуры, „отпустить на волю“ все книги и альбомы, чтобы они стали достоянием историков, библиотек».
Позднее подруга хореографа графиня Лилиан Алефельд передала часть коллекции (817 единиц) в дар Украине. Собрание хранится в Киеве, в отделе искусств Публичной библиотеки им. Леси Украинки.

## Репертуар

#### Русский балет Дягилева
- Иван-Царевич, «Жар-птица» Игоря Стравинского[2]
- «Послеполуденный отдых фавна» Клода Дебюсси[2]
- Арап в «Петрушке» Игоря Стравинского[2]
- 30 апреля 1927 — Юноша*, «Кошка» Анри Соге, хореография Джорджа Баланчина (Кошка — Ольга Спесивцева)
- 7 июня 1927 — «Стальной скок»* Сергея Прокофьева, хореография Леонида Мясина
- 12 июня 1928 — Аполлон*, «Аполлон Мусагет» Игоря Стравинского, хореография Джорджа Баланчина[2]
- 21 мая 1929 — Блудный сын*, «Блудный сын» Сергея Прокофьева, хореография Джорджа Баланчина[2]

(*) — первый исполнитель партии.

## Творческое наследие
Творческое наследие Лифаря огромно — это и создание более 200 балетов, написание 25 книг по теории танца. Лифарь воспитал 11 звёзд балета. В 1947 году он основал в Париже Институт хореографии при Гранд-Опера, с 1955 года вёл курс истории и теории танца в Сорбонне, был ректором Университета танца, профессором Высшей школы музыки и почётным президентом Национального совета танца при ЮНЕСКО.

### Постановки
Парижская Опера
- 22 мая 1931 — «Вакх и Ариадна» Альбера Русселя
- 16 декабря 1932 — «На Днепре» Сергея Прокофьева
- 1933 — «Кошка» Анри Соге (собственная версия с использованием оригинальной хореографии Баланчина).
- 9 июля 1935 — «Икар» Артюра Онеггера
- 21 июня 1937 — «Александр Великий» Филиппа Гобера
- 2 июля 1941 — «Рыцарь и девушка» Филиппа Гобера
- 31 декабря 1941 — «Болеро» Мориса Равеля, либретто Лифаря и Léon Leyritz, оформление Léon Leyritz (Тореро — Серж Лифарь, Марилена — Сюзанна Лорсия[исп.], Спонтане — Серж Перетти[фр.])
- 23 июля 1943 — «Сюита в белом» Эдуара Лало
- 15 декабря 1947 — «Миражи» Анри Соге по либретто Сержа Лифаря и Адольфа Кассандра, оформление Кассандра.
- 14 июня 1950 — «Федра» Жоржа Орика
- 14 ноября 1951 — «Белоснежка» Мориса Ивена, оформление Дмитрия Бушена

Оригинальный русский балет, гастроли в Австралии
- 1939—1940 — «Прекрасный Дунай», «Икар», «Павана» (все 3 мировые премьеры)[12]

Новый балет Монте-Карло
- 29 октября 1946 — «Утренняя серенада» Франсиса Пуленка
- 1946 — «Шота Руставели» на музыку Артюра Онеггера и Александра Черепнина

Театр Елисейских Полей
- 1948 — постановка новой редакции балета «Стальной скок» Сергея Прокофьева, художник Фернан Леже

Балет Франции
- 1958 — «Франческа да Римини» на музыку П. И. Чайковского, оформление Феликса Лабисса

### Хореография для кинематографа
- 1937 — «Умирающий лебедь[англ.]», фильм Жана Бенуа-Леви[фр.] и Мари Эпштейн[англ.].

## Признание и награды

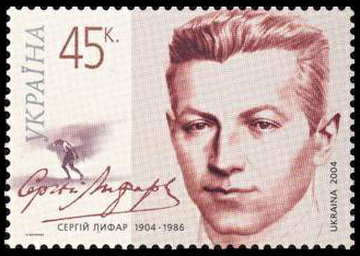
Марка Украины с изображением Лифаря, 2004 год

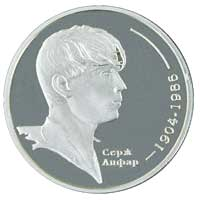
Памятная монета Украины

При жизни Сергей Лифарь получил много наград от различных государств. Он был кавалером высших наград Франции: ордена Почетного легиона и ордена Литературы и искусства, обладателем высшей награды балета — «Золотой туфельки» и премии «Оскар», награждён Золотой медалью города Парижа.
Имя Лифаря носит один из балетных репетиционных залов парижской Оперы.
В честь Сержа Лифаря названы улица и станция скоростного трамвая в Деснянском районе массива Вигуровщина-Троещина города Киева.

### Образ в кино

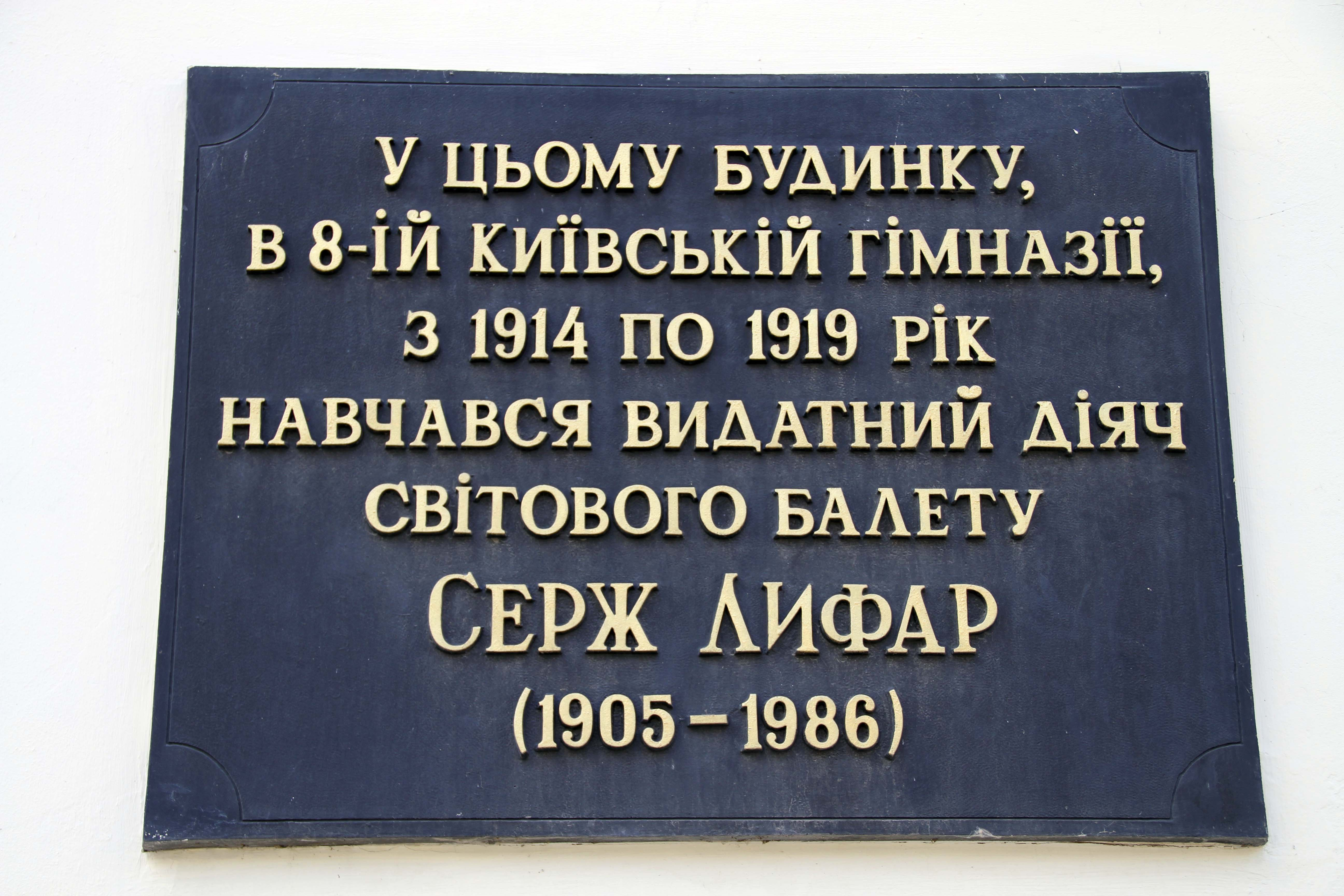
Мемориальная доска Сержу Лифарю

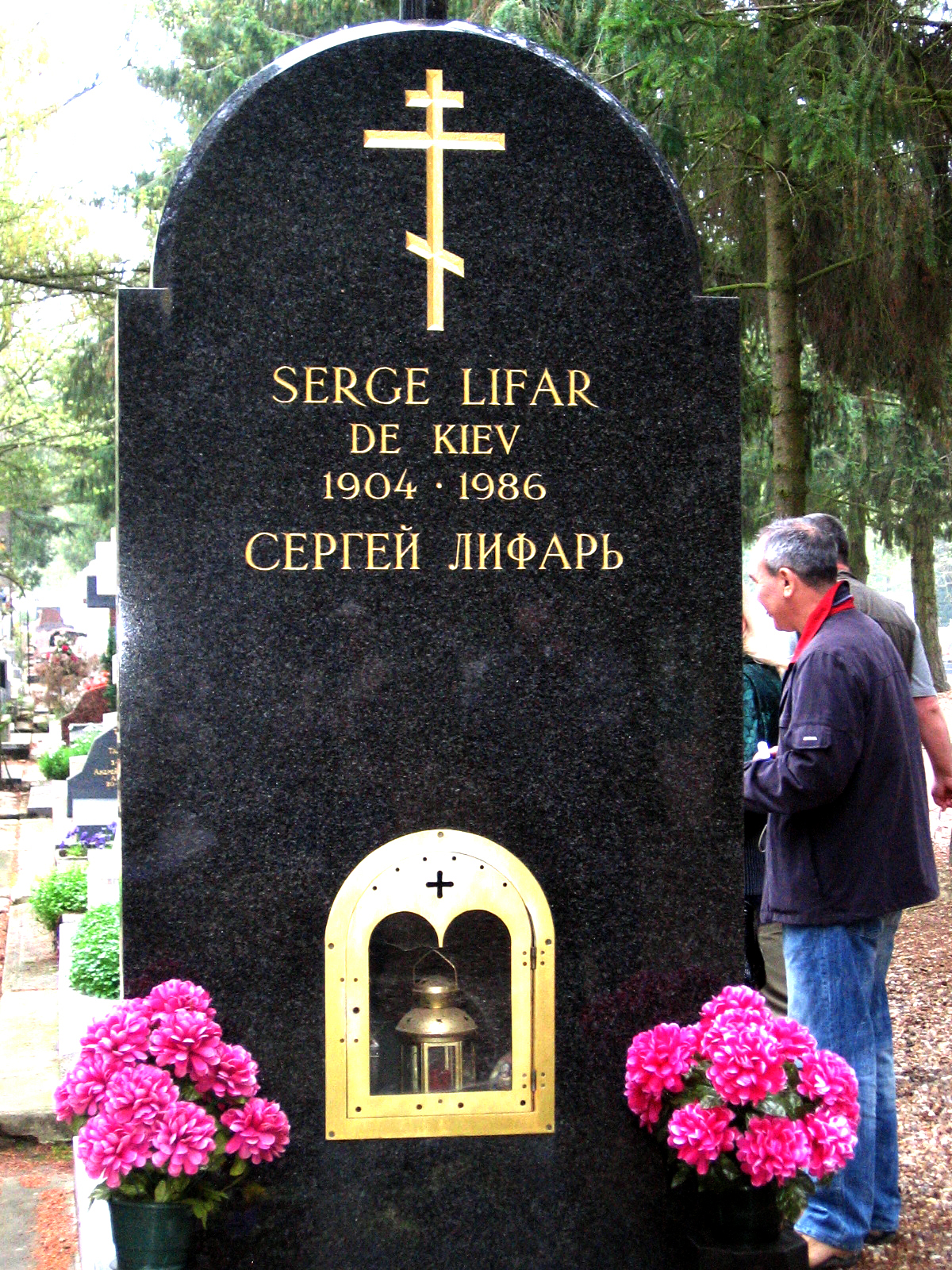
Могила Сергея Лифаря

- «Анна Павлова», реж. Эмиль Лотяну, в роли Сержа Лифаря — Игорь Скляр (Россия, 1983)
- «Мания Жизели», реж. Алексей Учитель, в роли Сержа Лифаря — Леопольд Роскошный (Россия, 1996)